# Дискографія Лани Дель Рей
Дискографія американської співачки і авторки пісень Лани Дель Рей налічує 5 студійних альбомів, 4 мініальбоми, 3 збірки, 1 бокс-сет, 5 пісень до фільмів, 22 сингли і 22 відеокліпи. 
2007 року Лана Дель Рей підписала контракт з американським лейблом 5 Points Records, з яким наступного року випустила дебютний мініальбом, що дістав назву Kill Kill. Під час виходу альбому співачка використовувала сценічний псевдонім Ліззі Грант. Її дебютний альбом Lana Del Ray довго відкладався, і все ж вийшов у січні 2010 року. Для випуску співачка використала свій чинний псевдонім Лана Дель Рей. Втім, контракт з лейблом був розірваний.
2011 року Лана підписала контракт з новим лейблом Stranger Records і випустила свій дебютний сингл «Video Games». Сингл увійшов у десятку найкращих пісень в різних європейських країнах, а також отримав кілька сертифікацій. Того ж року вона підписала спільний контракт з американськими лейблами Interscope Records і Polydor Records, з яким випустила свій другий студійний альбом "Born to Die у 2012 році, що приніс їй світову популярність. Альбом дебютував під другим номером в американському чарті Billboard 200, а також посів високі позиції в чартах таких країн, як Австралія, Франція, Ірландія та Велика Британія. Платівка увійшла до списку найбільш продаваних у світі альбомів 2012 року. Загалом було продано близько 8 мільйонів копій альбому у всьому світі, і понад 1 мільйон копій у США. Перед виходом альбому з жовтня 2011 року попередньо виходили з нього сингли, такі як: «Born to Die», «Blue Jeans», «Summertime Sadness», «National Anthem» і «Dark Paradise». У липні 2013 року вийшов ремікс на сингл «Summertime Sadness», створений Седріком Жерве. Ремікс досяг шостого місця в американському чарті Billboard Hot 100, ставши першим синглом Дель Рей, який потрапив до першої десятки цього чарту в Сполучених Штатах.
Наприкінці 2012 року Лана Дель Рей випустила свій третій мініальбом Paradise, а також перевидання другого студійного альбому, що дістав назву Born to Die: The Paradise Edition. До третього мініальбому увійшли три нові сингли, такі як «Ride», «Blue Velvet» і «Burning Desire». У 2013 році Лана Дель Рей записала сингл «Young and Beautiful», який став офіційним саундтреком до фільму «Великий Гетсбі». У січні 2014 року Дель Рей записала кавер-версію на сингл «Once Upon a Dream», який пізніше став саундтреком до фільму «Чаклунка».
Третій студійний альбом Лани Дель Рей дістав назву Ultraviolence, і вийшов 16 червня 2014 року. Альбом дебютував під першим номером в чартах дев'ятнадцяти країн світу. З квітня 2014 року на його підтримку попередньо випускалися такі сингли, як «West Coast», «Shades of Cool», «Ultraviolence», «Brooklyn Baby» і «Black Beauty». Станом на травень 2015 року було продано понад три з половиною мільйони екземплярів альбому по всьому світі. У грудні 2014 року Лана Дель Рей записала пісні «Big Eyes» і «I Can Fly», які увійшли до саундтреку до фільму Тіма Бертона «Великі очі».
18 вересня 2015 року відбувся реліз четвертого студійного альбому Дель Рей — Honeymoon. Він отримав позитивні відгуки музичних критиків. Альбом дебютував під другим номером у чарті Billboard 200 і досяг вершини чартів Австралії, Греції та Ірландії. На підтримку альбому вийшли такі сингли, як «High by the Beach» і «Music To Watch Boys To». Наприкінці 2015 року відбувся реліз саундтреку до незалежного фільму про відомого музиканта Деніела Джонстона «Hi, How Are You Daniel Johnston?». Пісня дістала назву «Some Things Last A Long Time».
18 лютого 2017 року вийшов перший сингл «Love» на підтримку п'ятого студійного альбому Дель Рей, Lust for Life, виданого 21 липня 2017 року. Другий сингл на підтримку диска, заголовний трек «Lust for Life», записаний за участю канадського виконавця The Weeknd, вийшов 19 квітня 2017 року. 15 травня 2017 року вийшов перший промосингл з альбому, «Coachella – Woodstock in My Mind». 12 липня видано третій сингл «Summer Bummer» і другий промосингл «Groupie Love».

## Студійні альбоми
| 2010                                              | Lana Del Ray - Вихід: 4 січня - Лейбл: 5 Points - Формати: ЦД                              | — | — | — | — | — | — | — | — | — | — | — | — | — | —  | — | — | — | —  | — | — | — | — |
| 2012                                              | Born to Die - Вихід: 27 січня - Лейбл: Interscope, Polydor, Stranger - Формати: LP, CD, ЦД | 2 | 1 | 1 | 3 | 1 | 1 | 5 | 2 | 1 | 1 | 7 | 1 | 2 | 1  | 2 | 2 | 1 | 14 | 3 | 1 | 1 | Список - США: Платиновий - АВС: 2×Платиновий - ВЕЛ: 3хПлатиновий - НІМ: 3хПлатиновий - ІТА: Платиновий - АВТ: 2хПлатиновий - ШВЕ: 2хПлатиновий - КАН: 2хПлатиновий - ФРА: Діамантовий - АРГ: Золотий - БЕЛ: Платиновий - БРА: 2хПлатиновий - УГО: Золотий - ИРЛ: 2хПлатиновий - НОЗ: Платиновий - НОР: Золотий - ПОЛ: Діамантовий - ПОР: 2хПлатиновий - РОФ: Платиновий - ШВА: 2хПлатиновий |
| 2014                                              | Ultraviolence - Вихід: 16 червня - Лейбл: Interscope, Polydor - Формати: LP, CD, ЦД        | 1 | 1 | 5 | 1 | 2 | 3 | 2 | 5 | 2 | 1 | 1 | 1 | 1 | 1  | 1 | 1 | 2 | 6  | 3 | 1 | 1 | Список - США: Золотий - АВС: Золотий - НІМ: Золотий - ВЕЛ: Золотий - АВТ: Золотий - КАН: Золотий - ФРА: Платиновий - ПОЛ: Платиновий |
| 2015                                              | Honeymoon - Вихід: 18 вересня - Лейбл: Interscope, Polydor - Формати: LP, CD, ЦД           | 2 | 1 | 4 | 3 | 3 | 4 | 2 | 5 | 3 | 2 | 4 | 2 | 7 | 1  | 2 | 6 | 1 | 3  | 2 | 1 | 2 | Список - БРА: Золотий - ВЕЛ: Золотий - ПОЛ: Золотий - ФРА: Золотий |
| 2017                                              | Lust for Life - Вихід: 21 липня - Лейбл: Interscope, Polydor - Формати: LP, CD, ЦД         | 1 | 1 | 5 | 1 | 3 | 8 | 6 | 6 | 2 | 1 | 1 | 2 | 5 | 46 | 2 | 1 | 2 | 1  | 1 | 1 | 1 | |
| «—» ставиться, якщо альбом не потрапив до в чарту |                                                                                            |   |   |   |   |   |   |   |   |   |   |   |   |   |    |   |   |   |    |   |   |   | |

## Мініальбоми
| 2008                                              | Kill Kill - Вихід: 21 жовтня - Лейбл: 5 Points - Формати: ЦД                     | —  | — | —  | —  | —  |
| 2012                                              | Lana Del Rey - Вихід: 10 січня - Лейбл: Polydor, Interscope - Формати: ЦД        | 20 | 6 | —  | 18 | —  |
| 2012                                              | Paradise - Вихід: 9 листопада - Лейбл: Polydor, Interscope - Формати: LP, CD, ЦД | 10 | 4 | 19 | 10 | 19 |
| 2013                                              | Tropico - Вихід: 6 грудня - Лейбл: Polydor, Interscope - Формати: ЦД             | —  | — | —  | —  | —  |
| «—» ставиться, якщо альбом не потрапив до в чарту |                                                                                  |    |   |    |    |    |

## Збірки і бокс-сети
| 2012                                              | The Paradise Edition - Вихід: 9 листопада - Лейбл: Interscope, Polydor - Формати: CD, ЦД | 17 | 6 | 25 | 15 | 6 | 22 | 4 | 22 | Список - АВС: Платиновий - ФРА: Золотий - НОЗ: Платиновий |
| 2012                                              | The Singles - Вихід: 10 грудня - Лейбл: Polydor - Формати: LP                            | —  | — | —  | —  | — | —  | — | —  | —                                                         |
| 2015                                              | The Profile - Вихід: 8 жовтня - Лейбл: The Profile Collection - Формати: ЦД              | —  | — | —  | —  | — | —  | — | —  | —                                                         |
| «—» ставиться, якщо альбом не потрапив до в чарту |                                                                                          |    |   |    |    |   |    |   |    |                                                           |

## Сингли
| 7.10.2011                                                               | «Video Games»                                          | 91 | 23 | 2  | 72 | 2   | 1  | 27 | 3  | 2  | 9   | 2  | 14 | 6  | 19 | —  | Список - США: Золотий - АВС: Платиновий - ВЕЛ: Платиновий - НІМ: 3хЗолотий - ІТА: Золотий - АВТ: Платиновий - ШВЕ: 2хПлатиновий - КАН: Золотий | Born to Die         |
| 30.12.2011                                                              | «Born to Die»                                          | —  | 34 | 10 | —  | 13  | 29 | 15 | 89 | 13 | 9   | 10 | 13 | 12 | 7  | 41 | Список - АВС: Золотий - ВЕЛ: Золотий - ІТА: Платиновий - КАН: Золотий                                                                          | Born to Die         |
| 8.04.2012                                                               | «Blue Jeans»                                           | —  | —  | —  | —  | 16  | —  | 49 | —  | 39 | 32  | 4  | —  | —  | 35 | —  | Список - ВЕЛ: Срібний - ІТА: Золотий - КАН: Золотий                                                                                            | Born to Die         |
| 22.06.2012                                                              | «Summertime Sadness»                                   | —  | —  | 8  | —  | 10  | 4  | 6  | —  | 3  | —   | 15 | —  | 6  | —  | 29 | Список - США: Платиновий - НІМ: Платиновий - ІТА: 2хПлатиновий - АВТ: Золотий - ШВЕ: Золотий                                                   | Born to Die         |
| 6.07.2012                                                               | «National Anthem»                                      | —  | —  | —  | —  | 152 | —  | —  | —  | —  | 92  | 40 | —  | —  | —  | —  | | Born to Die         |
| 20.09.2012                                                              | «Blue Velvet»                                          | —  | —  | 40 | —  | 40  | 49 | —  | —  | 42 | 60  | —  | —  | —  | —  | 44 | | Paradise            |
| 25.09.2012                                                              | «Ride»                                                 | —  | 89 | 63 | —  | 56  | 44 | —  | —  | 20 | 32  | 3  | —  | 35 | 40 | —  | | Paradise            |
| 1.03.2013                                                               | «Dark Paradise»                                        | —  | —  | 42 | —  | —   | 45 | —  | —  | 48 | —   | —  | —  | —  | —  | —  | | Born to Die         |
| 22.04.2013                                                              | «Young and Beautiful»                                  | 22 | 8  | 57 | 45 | 31  | 50 | 8  | 79 | 31 | 23  | 33 | —  | 16 | —  | 24 | Список - США: Платиновий - АВС: 4хПлатиновий - ВЕЛ: Серебренный - ІТА: 2хПлатиновий - КАН: Платиновий                                          | The Great Gatsby    |
| 11.07.2013                                                              | «Summertime Sadness» (Cedric Gervais Remix)            | 6  | 3  | —  | 7  | —   | —  | —  | 53 | —  | 4   | —  | —  | 7  | 28 | —  | Список - США: Платиновий - АВС: 4хПлатиновий - ВЕЛ: Платиновий - КАН: 2хПлатиновий - НОЗ: Золотий                                              | Позаальбомний сингл |
| 29.10.2013                                                              | «Young and Beautiful» (Cedric Gervais Remix)           | —  | —  | —  | —  | —   | —  | —  | —  | —  | —   | —  | —  | —  | —  | —  | НОЗ: Золотий | Позаальбомний сингл |
| 26.01.2014                                                              | «Once Upon a Dream»                                    | —  | 96 | —  | —  | 122 | —  | —  | —  | —  | 60  | —  | —  | 71 | —  | —  | | Maleficent          |
| 14.04.2014                                                              | «West Coast»                                           | 17 | 44 | 39 | 26 | 34  | 22 | 18 | —  | 13 | 21  | 4  | 21 | 31 | 39 | 12 | | Ultraviolence       |
| 26.05.2014                                                              | «Shades of Cool»                                       | 79 | 50 | —  | 52 | 37  | —  | 35 | —  | 43 | 144 | 40 | —  | —  | —  | 31 | | Ultraviolence       |
| 4.06.2014                                                               | «Ultraviolence»                                        | 70 | —  | —  | 38 | 88  | —  | —  | —  | —  | 105 | 12 | —  | —  | —  | —  | | Ultraviolence       |
| 8.06.2014                                                               | «Brooklyn Baby»                                        | —  | 35 | 64 | 60 | 33  | —  | 50 | 87 | 16 | 86  | 32 | 6  | —  | —  | 36 | | Ultraviolence       |
| 15.12.2014                                                              | «Black Beauty»                                         | —  | —  | —  | —  | —   | —  | —  | —  | —  | 179 | —  | —  | —  | —  | —  | | Ultraviolence       |
| 10.08.2015                                                              | «High by the Beach»                                    | 51 | 51 | 56 | 39 | 14  | 75 | 93 | —  | 58 | 60  | 16 | —  | 59 | —  | 23 | | Honeymoon           |
| 11.09.2015                                                              | «Music to Watch Boys To»                               | —  | —  | —  | —  | 117 | —  | —  | —  | —  | 186 | —  | —  | —  | —  | —  | | Honeymoon           |
| 18.02.2017                                                              | «Love»                                                 | 44 | 41 | 43 | 48 | 12  | 68 | 53 | —  | 49 | 41  | 9  | —  | 35 | —  | 5  | БРА: Золотий | Lust for Life       |
| 19.04.2017                                                              | «Lust for Life» (при участии The Weeknd)               | 64 | 44 | 51 | 39 | 19  | 65 | 58 | —  | 48 | 38  | 20 | 11 | 33 | 25 | 22 | | Lust for Life       |
| 12.07.2017                                                              | «Summer Bummer» (за участю ASAP Rocky і Playboi Carti) | —  | —  | —  | 88 | 135 | —  | —  | —  | —  | 81  | —  | —  | —  | —  | —  | | Lust for Life       |
| «—» означає, що сингл не потрапив до чарту або не виходив у цій країні. |                                                        |    |    |    |    |     |    |    |    |    |     |    |    |    |    |    | |                     |

### Промосингли
| 6.01.2012                                                               | «Off to the Races»                    | —   | —   | — | Born to Die   |
| 26.01.2012                                                              | «Carmen»                              | —   | —   | — | Born to Die   |
| 19.03.2013                                                              | «Burning Desire»                      | —   | 172 | — | Paradise      |
| 21.08.2015                                                              | «Terrence Loves You»                  | 128 | 188 | — | Honeymoon     |
| 7.09.2015                                                               | «Honeymoon»                           | 154 | —   | — | Honeymoon     |
| 15.05.2017                                                              | «Coachella – Woodstock in My Mind»    | 82  | —   | — | Lust for Life |
| 12.07.2017                                                              | «Groupie Love» (за участю ASAP Rocky) | 142 | —   | 8 | Lust for Life |
| «—» означає, що сингл не потрапив до чарту або не виходив у цій країні. |                                       |     |     |   |               |

## Музичні відео
| Рік  | Пісня                                             | Режисер(и)                  |
| ---- | ------------------------------------------------- | --------------------------- |
| 2011 | «Video Games»                                     | Лана Дель Рей               |
| 2011 | «Born to Die»                                     | Йоанн Лемуан                |
| 2012 | «Blue Jeans»                                      | Йоанн Лемуан                |
| 2012 | «Carmen»                                          | Лана Дель Рей               |
| 2012 | «National Anthem»                                 | Ентоні Мендлер              |
| 2012 | «Summertime Sadness»                              | Кайл Ньюман Спенсер Сьюссер |
| 2012 | «Blue Velvet»                                     | Юган Ренк                   |
| 2012 | «Ride»                                            | Ентоні Мендлер              |
| 2013 | «Burning Desire»                                  | Ентоні Шармір               |
| 2013 | «Chelsea Hotel No. 2»                             | Ентоні Шармір               |
| 2013 | «Summer Wine» (при участии Баррі Джеймса О'Нілла) | Лана Дель Рей               |
| 2013 | «Young and Beautiful»                             | Софі Мюллер Кріс Свійні     |
| 2013 | «Tropico» (короткометражний фільм)                | Ентоні Мендлер              |
| 2014 | «West Coast»                                      | Вінсент Гейкук              |
| 2014 | «Shades of Cool»                                  | Джейк Нава                  |
| 2014 | «Ultraviolence»                                   | Франческо Карроззіні        |
| 2015 | «High by the Beach»                               | Джейк Нава                  |
| 2015 | «Music to Watch Boys To»                          | Кинга Буржа                 |
| 2016 | «Freak»                                           | Лана Дель Рей               |
| 2017 | «Love»                                            | Річ Лі                      |
| 2017 | «Lust for Life»                                   | Річ Лі                      |

## Інші появи

### Інші пісні
| 5.01.2012                                                               | «Radio»                                                      | —  | —  | —  | —  | 67  | —  | —   | — | Born to Die                     |
| 27.01.2012                                                              | «Without You»                                                | —  | —  | —  | —  | —   | —  | 121 | — | Born to Die                     |
| 1.02.2012                                                               | «Dayglo Reflection» (за участю Боббі Вомака)                 | —  | —  | —  | —  | 138 | —  | —   | — | The Bravest Man in the Universe |
| 9.11.2012                                                               | «Body Electric»                                              | —  | 32 | —  | —  | 103 | —  | 160 | — | Paradise                        |
| 9.11.2012                                                               | «Bel Air»                                                    | —  | 50 | —  | —  | 105 | —  | 184 | — | Paradise                        |
| 9.11.2012                                                               | «Gods & Monsters»                                            | —  | 15 | —  | —  | 92  | —  | 39  | — | Paradise                        |
| 9.11.2012                                                               | «Cola»                                                       | —  | 22 | —  | 99 | 71  | —  | 120 | — | Paradise                        |
| 9.11.2012                                                               | «American»                                                   | —  | 29 | —  | —  | 84  | —  | 151 | — | Paradise                        |
| 9.11.2012                                                               | «Yayo»                                                       | —  | —  | —  | —  | 120 | —  | —   | — | Paradise                        |
| 10.06.2014                                                              | «Old Money»                                                  | —  | —  | —  | —  | 190 | —  | —   | — | Ultraviolence                   |
| 14.06.2014                                                              | «Is This Happiness»                                          | —  | —  | —  | —  | 164 | —  | 161 | — | Ultraviolence                   |
| 15.06.2014                                                              | «Florida Kilos»                                              | —  | —  | —  | —  | —   | —  | 195 | — | Ultraviolence                   |
| 19.08.2015                                                              | «Prisoner» (за участю The Weeknd)                            | 47 | —  | 16 | —  | 113 | 95 | 78  | — | Beauty Behind the Madness       |
| 25.11.2016                                                              | «Stargirl Interlude» (за участю The Weeknd)                  | 61 | —  | 21 | —  | —   | —  | 51  | — | Starboy                         |
| 21.07.2017                                                              | «Cherry»                                                     | —  | —  | —  | —  | —   | —  | —   | 4 | Lust for Life                   |
| 21.07.2017                                                              | «Beautiful People Beautiful Problems» (за участю Стіві Нікс) | —  | —  | —  | —  | —   | —  | —   | 5 | Lust for Life                   |
| 21.07.2017                                                              | «13 Beaches»                                                 | —  | —  | —  | —  | 195 | 89 | —   | — | Lust for Life                   |
| «—» означає, що сингл не потрапив до чарту або не виходив у цій країні. |                                                              |    |    |    |    |     |    |     |   |                                 |

### Релізи інших виконавців
| Рік  | Реліз                | Коментар |
| ---- | -------------------- | --- |
| 2010 | «Chet Baker»         | Дві пісні виконано в дуеті з Дель Рей на одному з концертів гурту «Mando Diao» у 2010 році для альбому Above and Beyond – MTV Unplugged.  |
| 2010 | «Gloria»             | Дві пісні виконано в дуеті з Дель Рей на одному з концертів гурту «Mando Diao» у 2010 році для альбому Above and Beyond – MTV Unplugged.  |
| 2010 | «Live My Life»       | Спільна пісня з Ланою Дель Рей, яку написала співачка Tamarama для альбому Tamarama.                                                      |
| 2012 | «Spender»            | Пісня, записана для дебютного альбому Smiler All I Know спільно з Ланою Дель Рей.                                                         |
| 2012 | «Dayglo Reflection»  | Дует для альбому Боббі Вомака The Bravest Man in the Universe, записаний з Дель Рей 2012 року.                                            |
| 2015 | «Wait for Life»      | Сингл, записаний 2015 року для альбому друга у продюсера багатьох альбомів Лани Еміля Гейні — We Fall.                                    |
| 2015 | «Prisoner»           | Дуетна композиція з Ланою Дель Рей, записана для студійного альбому американського виконавці The Weeknd Beauty Behind the Madness.        |
| 2016 | «Party Monster»      | Пісня, яку написали Дель Рей і The Weeknd, для третього студійного альбому виконавця, Starboy. В композиції присутній бек-вокал Дель Рей. |
| 2016 | «Stargirl Interlude» | Дуетна композиція Дель Рей і The Weeknd, записана для альбому Starboy.                                                                    |

### Участь у саундтреках
| Рік  | Матеріал                              | Альбом                           | Пісня                                                                                                   |
| ---- | ------------------------------------- | -------------------------------- | --- |
| 2013 | «Великий Гетсбі»                      | The Great Gatsby Soundtrack      | «Young and Beautiful» «Hotel Sayre» «Magic Tree and I Let Myself Go» «Two Minutes to Four and Reunited» |
| 2014 | «Великі очі»                          | Big Eyes (Soundtrack)            | «Big Eyes» «I Can Fly»                                                                                  |
| 2014 | «Чаклунка»                            | Maleficent Soundtrack            | «Once Upon a Dream»                                                                                     |
| 2015 | «Вік Адалін»                          | The Age of Adaline               | «Life is Beautiful»                                                                                     |
| 2015 | «Привіт! Як поживає Дэніел Джонстон?» | Hi! How Are You Daniel Johnston? | «Some Things Last A Long Time»                                                                          |